# Élections au Conseil législatif tasmanien de 2023
Les élections au Conseil législatif Tasmanien de 2023 ont lieu le 6 mai 2023 afin de renouveler trois des 15 sièges du Conseil législatif, la chambre haute de cet État australien.
Les circonscriptions de Launceston, Murchison et Rumney sont concernées,. Dans chacune d'entre elles, le conseiller sortant est réélu,.

## Système électoral

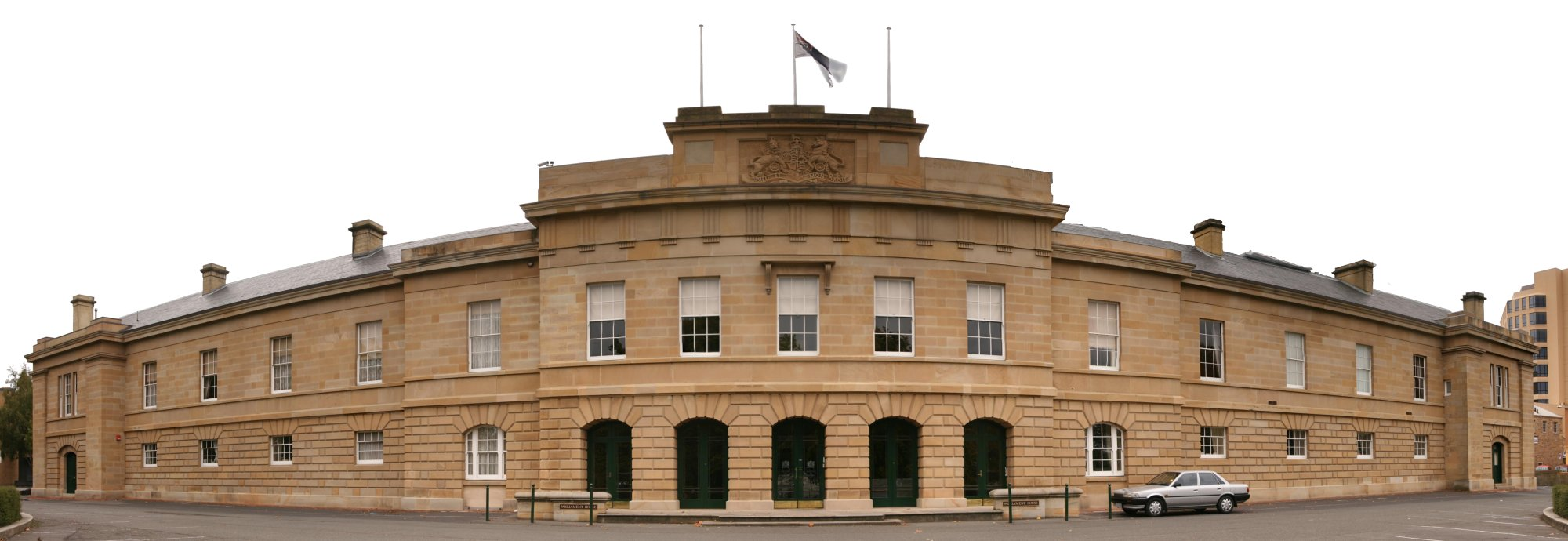
Bâtiment de l'assemblée à Hobart.

Le Conseil législatif est la chambre haute du parlement bicaméral tasmanien. Il est doté de 15 sièges pourvus pour six ans au vote à second tour instantané dans autant de circonscriptions électorales. Le renouvellement n'est cependant jamais intégral, mais échelonné sur la durée d'un mandat. Des élections sont organisées chaque année le premier samedi du mois de mai, pour lesquelles le nombre de circonscriptions en jeu alterne entre deux et trois, de telle sorte qu'à l'issue d'une période de six ans, l'ensemble des quinze circonscriptions ont vu leur conseiller renouvelé. 
Le vote à second tour instantané est utilisé sous sa forme intégrale : les électeurs classent l'intégralité des candidats par ordre de préférences en écrivant un chiffre à côté de chacun de leurs noms sur le bulletin de vote, 1 étant la première préférence. Au moment du dépouillement, les premières préférences sont d'abord comptées puis, si aucun candidat n'a réuni plus de la moitié des suffrages dans la circonscription, le candidat arrivé dernier est éliminé et ses secondes préférences attribuées aux candidats restants. L'opération est renouvelée jusqu'à ce qu'un candidat atteigne la majorité absolue.

## Résultats

### Launceston
|                          | Rosemary Armitage        | Indépendante             | 15 548 | 78,23 |  |  |  |  |  |  |  |  |
|                          | Cecily Rosol             | Verts                    | 4 327  | 21,77 |  |  |  |  |  |  |  |  |
|                          |                          |                          |        |       |  |  |  |  |  |  |  |  |
| Votes valides            | Votes valides            | Votes valides            | 19 875 | 95,12 |  |  |  |  |  |  |  |  |
| Votes blancs et nuls     | Votes blancs et nuls     | Votes blancs et nuls     | 1 020  | 4,88  |  |  |  |  |  |  |  |  |
| Total                    | Total                    | Total                    | 20 895 | 100   |  |  |  |  |  |  |  |  |
| Abstention               | Abstention               | Abstention               | 4 466  | 17,61 |  |  |  |  |  |  |  |  |
| Inscrits / participation | Inscrits / participation | Inscrits / participation | 25 361 | 82,39 |  |  |  |  |  |  |  |  |

### Murchison
|                          | Ruth Forrest             | Indépendante             | 16 542 | 71,88 |  |  |  |  |  |  |  |  |
|                          | Brenton Jones            | SFF                      | 3 098  | 13,46 |  |  |  |  |  |  |  |  |
|                          | Codie Hutchison          | Indépendante             | 2 508  | 10,90 |  |  |  |  |  |  |  |  |
|                          | Gatty Burnett            | Indépendant              | 865    | 3,76  |  |  |  |  |  |  |  |  |
|                          |                          |                          |        |       |  |  |  |  |  |  |  |  |
| Votes valides            | Votes valides            | Votes valides            | 23 013 | 96,09 |  |  |  |  |  |  |  |  |
| Votes blancs et nuls     | Votes blancs et nuls     | Votes blancs et nuls     | 936    | 3,91  |  |  |  |  |  |  |  |  |
| Total                    | Total                    | Total                    | 23 949 | 100   |  |  |  |  |  |  |  |  |
| Abstention               | Abstention               | Abstention               | 4 165  | 14,81 |  |  |  |  |  |  |  |  |
| Inscrits / participation | Inscrits / participation | Inscrits / participation | 28 114 | 85,19 |  |  |  |  |  |  |  |  |

### Rumney
|                                 | Sarah Lovell                    | Parti travailliste              | 11 003                          | 49,97                           | 11 453 | 52,02 |  |  |  |  |  |  |
|                                 | Gregory Brown                   | Parti libéral                   | 5 838                           | 26,51                           | 6 221  | 28,25 |  |  |  |  |  |  |
|                                 | Tony Mulder                     | Indépendant                     | 3 760                           | 17,08                           | 4 344  | 19,73 |  |  |  |  |  |  |
|                                 | Adrian Pickin                   | SFF                             | 1 417                           | 6,44                            |        |       |  |  |  |  |  |  |
| Total des voix                  | Total des voix                  | Total des voix                  | 22 018                          | 100                             | 22 018 | 100   |  |  |  |  |  |  |
| Votes non-transférables cumulés | Votes non-transférables cumulés | Votes non-transférables cumulés | Votes non-transférables cumulés | Votes non-transférables cumulés | 0      | –     |  |  |  |  |  |  |
|                                 |                                 |                                 |                                 |                                 |        |       |  |  |  |  |  |  |
| Votes valides                   | Votes valides                   | Votes valides                   | Votes valides                   | Votes valides                   | 22 018 | 96,81 |  |  |  |  |  |  |
| Votes blancs et nuls            | Votes blancs et nuls            | Votes blancs et nuls            | Votes blancs et nuls            | Votes blancs et nuls            | 726    | 3,19  |  |  |  |  |  |  |
| Total                           | Total                           | Total                           | Total                           | Total                           | 22 744 | 100   |  |  |  |  |  |  |
| Abstention                      | Abstention                      | Abstention                      | Abstention                      | Abstention                      | 4 862  | 17,61 |  |  |  |  |  |  |
| Inscrits / participation        | Inscrits / participation        | Inscrits / participation        | Inscrits / participation        | Inscrits / participation        | 27 606 | 82,39 |  |  |  |  |  |  |